# Borysowo (rejon brasławski)
Borysowo – dawna wieś. Tereny na których leżała znajdują się obecnie na Białorusi, w obwodzie witebskim, w rejonie brasławskim, w sielsowiecie Ciecierki.

## Historia
W czasach zaborów w gminie Przebrodź, w powiecie dzisieńskim, w guberni wileńskiej Imperium Rosyjskiego. Pod koniec XIX wieku zaścianek należał do dóbr skarbowych Hustaty.
W latach 1921–1945 zaścianek leżał w Polsce, w województwie wileńskim, w powiecie dziśnieńskim (od 1926 w powiecie brasławskim), w gminie Jody.
Według Powszechnego Spisu Ludności z 1921 roku zamieszkiwało tu 40 osób, wszystkie były wyznania staroobrzędowego i zadeklarowały polską przynależność narodową. Było tu 7 budynków mieszkalnych. W 1931 w 6 domach zamieszkiwało 35 osób.
Wierni należeli do parafii prawosławnej w Jodach. Miejscowość podlegała pod Sąd Grodzki w Brasławiu i Okręgowy w Wilnie; właściwy urząd pocztowy mieścił się w Jodach.